# Sexuelle Denunziation
Der Begriff sexuelle Denunziation stammt von dem Hamburger Erziehungswissenschaftler Friedrich Koch, der 1986 mit seinem gleichnamigen Buch auf die Systematik der sexuellen Diffamierung in der politischen Auseinandersetzung aufmerksam gemacht hat. Buch und Begriff wurden breit diskutiert, waren Grundlage für eine Große Anfrage der Grünen an die Bundesregierung sowie eine Plenardebatte im Deutschen Bundestag. Der Begriff fand schnell Eingang in die einschlägigen Auseinandersetzungen.

## Bedeutung
„Sexuelle Denunziation“ liegt vor, wenn Menschen aufgrund von Verhaltensweisen oder Veranlagungen im Bereich der Sexualität diffamiert werden. Impotenz oder fehlende sexuelle Erfahrung kann ebenso Stigma sein wie sexuelle Überaktivität (Nymphomanie), sexuelles Desinteresse, Homosexualität, Pornokonsum, Masturbation (Onanie), Sadismus oder Masochismus. Weitere Gegenstände der Stigmatisierung können „maskulines“ Verhalten bei Frauen, „feminine“ Attitüden bei Männern oder Sex im Alter sein. Die Streuung des Gerüchts, dass jemand in zerrütteten Partner-, Ehe- und Familienverhältnissen lebt, ist eine besonders verbreitete Form der sexuellen Denunziation. Nicht immer ist im Alltag die persönliche Herabsetzung beabsichtigt. Oft dient sie nur der psychischen Entlastung und Stabilisierung des Denunzianten. Anders ist es in der Politik. In der politischen Auseinandersetzung ist die sexuelle Denunziation die gezielt eingesetzte Technik zur Ausschaltung des politischen Gegners.

## Beispiele
Täter und Opfer sind in allen politischen Gruppierungen zu finden – in der Vergangenheit wie in der Gegenwart. Im deutschen Kaiserreich (Harden/Eulenburg), in der Zeit des Nationalsozialismus (Blomberg/Fritsch; Ernst Röhm) sowie in der jüngsten Vergangenheit (Wörner/Kießling; Barschel-Affäre). Opfer sexueller Denunziation waren unter anderen Willy Brandt, Franz Josef Strauß, Gerhard Schröder, Helmut Kohl, Björn Engholm, Kurt Biedenkopf, Annette Schavan, Jutta von Ditfurth oder auch Parteien als Ganzes: SPD, Die Grünen. Opfer können auch gesellschaftliche Minderheiten sein, so wurden insbesondere die Juden in der Zeit des Nationalsozialismus systematisch sexuell denunziert.